# Adour de Lesponne
Pour les articles homonymes, voir Adour (homonymie) et Lesponne (homonymie).
L'Adour de Lesponne est un affluent gauche de l'Adour, considéré comme l'une des trois branches constitutives du fleuve.

## Géographie
Il nait au pied du Soum de Lascours dans le massif de Lascours, passe près du lac d'Ourrec, effectue un saut au niveau du Pich de l'Ouscouaou, puis continue sa course au pied de la Hourquette d'Ouscouaou vers le nord-est à travers la vallée de Lesponne pour rejoindre l'Adour à Beaudéan. Sa longueur est de 18,6 km.

## Affluents

### Principaux affluents
- (D) le Lhécou /ljeku/, en contrebas du lac Bleu de Lesponne.
- (D) l'arriou d'Ardalos, en provenance du lac de Peyrelade.
- (D) l'arriou de Binaros, en provenance du lac de Binaros.
- le ruisseau du Brouilh, 5 km,
- le ruisseau de la Glère, 5 km,
- le ruisseau du Hourc, 5 km,
- le ruisseau de Narbios, 3 km,
- le ruisseau Riou Grande, 3 km,
- le ruisseau de Beliou, 3 km,
- le ruisseau de Hount Hérède, 2 km,
- le ruisseau de Cantaloup, 2 km,
- le ruisseau de Maouri, 1 km,
- le ruisseau de Jammes, 1 km,

(D) rive droite ; (G) rive gauche.

## Hydrologie
Son régime hydrologique est dit pluvio-nival.